# Секретариат ЦК КПК
Секретариат Центрального Комитета Коммунистической партии Китая (кит. трад. 中國共產黨中央委員會書記處, упр. 中国共产党中央委员会书记处, пиньинь Zhōngguó Gòngchǎndǎng Zhōngyāng Wěiyuánhuì Shūjìchù, палл. Чжунго Гунчаньдан Чжунъян Вэйюаньхуэй Шуцзичу; сокр. кит. упр. 中共中央书记处, пиньинь Zhōnggòng Zhōngyāng Shūjìchù, палл. Чжунгун Чжунъян Шуцзичу) — постоянный аппарат Коммунистической партии Китая, формирующий параллельные государственным органам Китайской Народной Республики партийные структуры.
Главной функцией Секретариата является решение кадровых вопросов внутри партии и государственных структурах (кроме армии). Также Секретариат организовывает работу Политбюро ЦК КПК и его Постоянного комитета.
В последнее время членами Секретариата ЦК КПК обычно являются: 1-м по перечислению - председатель Центркомиссии КПК по руководству деятельностью в области укрепления духовной культуры (с 18 созыва, также при этом член Посткома Политбюро), ректор Партийной школы при ЦК КПК (с 13 созыва), заведующий Отделом пропаганды ЦК КПК (с 14 созыва, также член Политбюро), заведующий Организационным отделом ЦК КПК (с 15 созыва, также (с 16 созыва полноправный) член Политбюро), начальник Канцелярии ЦК КПК (с 16 созыва, с 18 созыва также член Политбюро), 1-й заместитель секретаря ЦКПД (с 16 созыва, в 19-м также член Политбюро).

## 12
Члены: Ху Цили, Цяо Ши.

## 13 (1987—1992)
Члены: Цяо Ши, Ху Цили, Rui Xingwen, Yan Mingfu.

С IV (1989 г.) Пленума: Ли Жуйхуань, Дин Гуаньгэнь, Ян Байбин
Кандидат в члены (единственный изначально): Вэнь Цзябао.

## 14 (1992-1997)
- Ху Цзиньтао, Дин Гуаньгэнь, Вэй Цзяньсин, Чжан Ваньнянь, Вэнь Цзябао, Жэнь Цзяньсинь.

С 4-го пленума (1994) также У Банго и Цзян Чуньюнь

## 15 (1997-2002)
- Ху Цзиньтао, Вэй Цзяньсин, Дин Гуаньгэнь, Чжан Ваньнянь, Ло Гань, Вэнь Цзябао, Цзэн Цинхун.

## 16 (2002—2007)
- Цзэн Цинхун, член Посткома Политбюро, заместитель Председателя КНР (2003—2008)
- Лю Юньшань, член Политбюро, руководитель отдела пропаганды ЦК КПК
- Чжоу Юнкан, член Политбюро, министр общественной безопасности
- Хэ Гоцян (1943 г. р.), заворготделом ЦК КПК (2002—2007), член ЦК с 15 созыва (кандидат с 12 созыва), член Политбюро  16-го созыва, в дальнейшем - секретарь ЦКПД (2007-2012), член Посткома Политбюро 17-го созыва
- Ван Ган (1942 г. р.), начальник Канцелярии ЦК КПК (1999-2007), кандидат в члены ЦК с 15 созыва, кандидат в члены Политбюро 16 созываединственный, в дальнейшем - 1-й зампред ВК НПКСК (2008-2013), член Политбюро 17 созыва
- Сюй Цайхоу (1943 г. р.), начальник и глава парткома Главпура НОАК (2002-2004), зампред ЦВС (2004/2005 - 2012/2013, член с 1999 года), член ЦК с 15 созыва, в дальнейшем - член Политбюро 17-го созыва
- Хэ Юн (1940 г. р.), заместитель секретаря ЦКПД (1997-2013, с 2002 года - 1-й), член ЦК с 15 созыва, в дальнейшем - сохранил членство в Секретариате ЦК 17-го созыва

## 17 (2007—2012)
- Си Цзиньпин — член Посткома Политбюро, заместитель Председателя КНР
- Лю Юньшань — член Политбюро, руководитель отдела пропаганды ЦК КПК
- Ли Юаньчао — член Политбюро, руководитель организационного отдела ЦК КПК
- Хэ Юн — заместитель руководителя Центральной комиссии КПК по проверке дисциплины,
- Лин Цзихуа — руководитель Канцелярии ЦК КПК
- Ван Хунин — директор Центра политических исследований

## 18 (с ноября 2012 года[2]- 2017)
- Лю Юньшань (1947 г. р.), член Посткома Политбюро 18 созыва, председатель Центркомиссии КПК по руководству деятельностью в области укрепления духовной культуры с января 2013 года, член Политбюро и секретарь ЦК с 16 созыва, член ЦК с 15 созыва (кандидат 12 и 14 созывов)
- Лю Цибао (1953 г. р.), член Политбюро 18 созыва, заведующий Отделом пропаганды ЦК КПК с 2012 года, член ЦК с 17 созыва (кандидат 16 созыва)
- Чжао Лэцзи (1957 г. р.), член Политбюро 18 созыва, заведующий Организационным отделом ЦК КПК с 2012 года, член ЦК с 16 созыва
- Ли Чжаньшу (1950 г. р.), член Политбюро 18 созыва, начальник Канцелярии ЦК КПК с сентября 2012 года, кандидат в члены ЦК 16—17 созывов
- Ду Цинлинь (1946 г. р.), 1-й зампред ВК НПКСК с 2013 года, член ЦК с 15 созыва (кандидат 14 созыва)
- Чжао Хунчжу (1947 г. р.), 1-й заместитель секретаря ЦКПД, член ЦК с 17 созыва
- Ян Цзин (1953 г. р.), член и ответственный секретарь Госсовета КНР с 2013 года, член ЦК с 17 созыва (кандидат 16 созыва)

## 19 (октябрь 2017 года[3]— октябрь 2022 года)
- Ван Хунин (кит. 王滬寧, род. 1955), член Посткома Политбюро 19 созыва, заведующий Центра политических исследований (изучения политики) при ЦК КПК (Central Policy Research Office[англ.]) (2002-2020), председатель Центркомиссии КПК по руководству деятельностью в области укрепления духовной культуры с 2017 года, член Политбюро с 18 созыва, секретарь ЦК 17 созыва, кандидат в члены ЦК 16 созыва
- Дин Сюэсян (кит. 丁薛祥, род. 1962), член Политбюро 19 созыва, начальник Канцелярии ЦК КПК с 2017 года, кандидат в члены ЦК 18-го созыва
- Ян Сяоду (кит. 杨晓渡, род. 1953), член Политбюро 19 созыва, с 2014 года (с 2017 - 1-й по перечислению) заместитель секретаря Центральной комиссии КПК по проверке дисциплины (ЦКПД), также с 2018 года председатель новообразованной Государственной надзорной комиссии (ГНК) КНР (National Supervisory Commission[англ.])
- Чэнь Си (кит. 陈希, род. 1953), член Политбюро 19 созыва, заведующий Организационным отделом ЦК КПК с 2017 года, член ЦК с 18 созыва
- Го Шэнкунь (кит. 郭声琨, род. 1954), член Политбюро 19 созыва, секретарь (председатель) Политико-юридической комиссии ЦК КПК, член ЦК 18 созыва (кандидат 16-17 созывов)
- Хуан Куньмин (кит. 黄坤明, род. 1956), член Политбюро 19 созыва, заведующий Отделом пропаганды ЦК КПК с 2017 года, кандидат в члены ЦК 18-го созыва
- Ю Цюань (кит. 尤权, род. 1954), заведующий Отделом единого фронта ЦК КПК, член ЦК 18 созыва (кандидат 17 созыва)